# Copa Newton
La Copa Newton est une compétition de football qui opposait l'Argentine à l'Uruguay. Elle fut créée en 1906 et fut disputée à 27 reprises jusqu'en 1976.

## Palmarès
- Argentine (17) : 1906, 1907, 1908, 1909, 1911, 1916, 1918, 1924, 1927, 1928, 1937, 1942, 1945, 1957, 1973, 1975, 1976.
- Uruguay (10) : 1912, 1913, 1915, 1917, 1919, 1920, 1922, 1929, 1930, 1968.

## Résultats
| Date              | Lieu         | Match               | Score |
| 21 octobre 1906   | Buenos Aires | Argentine - Uruguay | 2-1   |
| 6 octobre 1907    | Montevideo   | Uruguay - Argentine | 1-2   |
| 13 septembre 1908 | Buenos Aires | Argentine - Uruguay | 2-1   |
| 9 septembre 1909  | Montevideo   | Uruguay - Argentine | 2-2   |
| 17 septembre 1911 | Montevideo   | Uruguay - Argentine | 2-3   |
| 6 octobre 1912    | Avellaneda   | Argentine - Uruguay | 3-3   |
| 26 octobre 1913   | Montevideo   | Uruguay - Argentine | 1-0   |
| 12 septembre 1915 | Montevideo   | Uruguay - Argentine | 2-0   |
| 15 août 1916      | Avellaneda   | Argentine - Uruguay | 3-1   |
| 2 septembre 1917  | Montevideo   | Uruguay - Argentine | 1-0   |
| 29 septembre 1918 | Buenos Aires | Argentine - Uruguay | 2-0   |
| 24 août 1919      | Montevideo   | Uruguay - Argentine | 2-1   |
| 25 juillet 1920   | Buenos Aires | Argentine - Uruguay | 1-3   |
| 17 décembre 1922  | Buenos Aires | Argentine - Uruguay | 2-2   |
| 25 mai 1924       | Buenos Aires | Argentine - Uruguay | 4-0   |
| 14 juillet 1927   | Montevideo   | Uruguay - Argentine | 0-1   |
| 30 août 1928      | Avellaneda   | Argentine - Uruguay | 1-0   |
| 30 septembre 1929 | Montevideo   | Uruguay - Argentine | 2-1   |
| 25 mai 1930       | Buenos Aires | Argentine - Uruguay | 1-1   |
| 10 octobre 1937   | Montevideo   | Uruguay - Argentine | 0-3   |
| 25 mai 1942       | Buenos Aires | Argentine - Uruguay | 4-1   |
| 15 août 1945      | Buenos Aires | Argentine - Uruguay | 6-2   |
| 23 mai 1957       | Montevideo   | Uruguay - Argentine | 0-0   |
| 20 juin 1968      | Montevideo   | Uruguay - Argentine | 2-1   |
| 23 mai 1973       | Montevideo   | Uruguay - Argentine | 1-1   |
| 18 juillet 1975   | Montevideo   | Uruguay - Argentine | 2-3   |
| 9 juin 1976       | Montevideo   | Uruguay - Argentine | 0-3   |